# Ischnothyreus pome
Espèce
Ischnothyreus pome est une espèce d'araignées aranéomorphes de la famille des Oonopidae.

## Distribution
Cette espèce est endémique du Tibet en Chine,. Elle se rencontre dans le xian de Bomi.

## Description
Le mâle holotype mesure 1,58 mm et la femelle paratype 1,64 mm.

## Systématique et taxinomie
Cette espèce a été décrite par Tong, Bian et Li en 2023.

## Étymologie
Son nom d'espèce lui a été donné en référence au lieu de sa découverte, le xian de Bomi.

## Publication originale
- Tong, Bian & Li, 2023 : « Three new species of the genus Ischnothyreus Simon, 1893 and the discovery of the male of I. linzhiensis Hu, 2001 from Tibet, China (Araneae, Oonopidae). » ZooKeys, vol. 1152, p. 119-131 (texte intégral).